# 1131년

## 연호
- 남송(南宋) 소흥(紹興) 원년
- 금(金) 천회(天會) 9년
- 일본(日本) 다이지(大治) 6년 / 덴쇼(天承) 원년
- 서하(西夏) 정덕(正德) 5년
- 리 왕조(李朝) 티엔투언(天順) 4년

## 기년
- 남송(南宋) 고종(高宗) 5년
- 금(金) 태종(太宗) 9년
- 고려(高麗) 인종(仁宗) 9년
- 서하(西夏) 숭종(崇宗) 46년
- 리 왕조(李朝) 신종(神宗) 4년

## 사건
- 1131년 5월, 고려 (인종 9년) - 일반 백성들에게 비단 옷을 입지 못하도록 조치.

## 탄생
- 고려(高麗)의 19대 국왕(國王) 명종(明宗)

## 사망
- 12월 4일 - 페르시아 수학자 오마르 하이얌
- 1131년, 프랑스 왕 루이 6세의 장남이자 공동왕인 필리프가 낙마사고로 인해 사망. 그는 말을 타고 있던 중 돼지가 갑자기 달려드는 바람에 말이 넘어져 낙마하면서 크게 다쳐 사망했다. 필리프를 대신해서 성직자가 될 예정이었던 루이 7세가 왕위에 올랐다.